# Нокріх (комуна)
Нокріх (рум. Nocrich) — комуна у повіті Сібіу в Румунії. До складу комуни входять такі села (дані про населення за 2002 рік):
- Гіжаса-де-Жос (115 осіб)
- Нокріх (1174 особи) — адміністративний центр комуни
- Фофелдя (387 осіб)
- Хосман (790 осіб)
- Цикіндял (175 осіб)

Комуна розташована на відстані 207 км на північний захід від Бухареста, 26 км на північний схід від Сібіу, 117 км на південний схід від Клуж-Напоки, 93 км на захід від Брашова.

## Населення
За даними перепису населення 2002 року у комуні проживала 2641 особа.
Національний склад населення комуни:
| Національність   | Кількість осіб | Відсоток |
| ---------------- | -------------- | -------- |
| румуни           | 2430           | 92,0%    |
| цигани           | 195            | 7,4%     |
| угорці           | 8              | 0,3%     |
| німці            | 7              | 0,3%     |
| росіяни-липовани | 1              | < 0,1%   |

Рідною мовою назвали:
| Мова      | Кількість осіб | Відсоток |
| --------- | -------------- | -------- |
| румунська | 2541           | 96,2%    |
| циганська | 88             | 3,3%     |
| німецька  | 7              | 0,3%     |
| угорська  | 5              | 0,2%     |

Склад населення комуни за віросповіданням:
| Релігія                             | Кількість осіб | Відсоток |
| ----------------------------------- | -------------- | -------- |
| православні                         | 2621           | 99,2%    |
| лютерани                            | 6              | 0,2%     |
| лютерани (Аугсбурзького сповідання) | 5              | 0,2%     |
| римо-католики                       | 4              | 0,2%     |
| адвентисти                          | 3              | 0,1%     |
| унітарії                            | 1              | < 0,1%   |
| бретрени                            | 1              | < 0,1%   |